# Saison 5 de Silicon Valley
Chronologie
Saison 4 Saison 6
Cet article présente la cinquième saison de la série télévisée Silicon Valley, diffusée depuis le 25 mars 2018.

## Synopsis de la saison
Cette saison comporte une double intrigue : d'un côté le lancement du nouvel internet de l'entreprise Pied Piper, et de l'autre les différends que rencontrent les quatre ingénieurs avec Jian-Yang, qui veut faire croire à la mort d'Erlich Bachmann, disparu depuis la saison 4, et voler leur technologie.

## Distribution

### Acteurs principaux
- Thomas Middleditch (VF : Donald Reignoux) : Richard Hendricks
- Josh Brener (VF : Hervé Rey) : Nelson « Grosse Tête » Bighetti
- Martin Starr (VF : Adrien Antoine) : Bertram Gilfoyle
- Kumail Nanjiani (VF : Charles Pestel) : Dinesh Chugtai
- Amanda Crew (VF : Alexandra Garijo) : Monica Hall
- Zach Woods (VF : Fabrice Josso) : Donald « Jared » Dunn
- Matt Ross (VF : Laurent Morteau) : Gavin Belson
- Suzanne Cryer (VF : Laurence Bréheret) : Laurie Bream
- Jimmy O. Yang (VF : Léo-Paul Salmain) : Jian-Yang

### Acteurs récurrents
- Neil Casey (VF : Yannick Jaspart) : Colin

## Liste des épisodes
1. Grow Fast or Die Slow (Grow Fast or Die Slow)
2. Reorientation (Reorientation)
3. Chief Operating Officer (Chief Operating Officer)
4. Tech Evangelist (Tech Evangelist)
5. Facial Recognition (Facial Recognition)
6. Artificial Emotional Intelligence (Artificial Emotional Intelligence)
7. Initial Coin Offering (Initial Coin Offering)
8. Fifty-One Percent (Fifty-One Percent)

### Épisode 1:Grow Fast or Die Slow
- États-Unis : 25 mars 2018 sur HBO[1]
- France : 26 mars 2018 sur OCS City (en VF)

- États-Unis : 698 000 téléspectateurs[2] (première diffusion)

### Épisode 2:Reorientation
- États-Unis : 1er avril 2018 sur HBO
- France : 2 avril 2018 sur OCS City (en VF)

### Épisode 3:Chief Operating Officer
- États-Unis : 8 avril 2018 sur HBO
- France : 9 avril 2018 sur OCS City (en VF)

### Épisode 4:Tech Evangelist
- États-Unis : 15 avril 2018 sur HBO
- France : 16 avril 2018 sur OCS City (en VF)

### Épisode 5:Facial Recognition
- États-Unis : 22 avril 2018 sur HBO
- France : 23 avril 2018 sur OCS City (en VF)

### Épisode 6:Artificial Emotional Intelligence
- États-Unis : 29 avril 2018 sur HBO
- France : 30 avril 2018 sur OCS City (en VF)

### Épisode 7:Initial Coin Offering
- États-Unis : 6 mai 2018 sur HBO
- France : 8 mai 2018 sur OCS City (en VF)

### Épisode 8:Fifty-One Percent
- États-Unis : 13 mai 2018 sur HBO
- France : 15 mai 2018 sur OCS City (en VF)